# فرامنطق
فرامنطق (به انگلیسی: Metalogic) بررسی فرانگرش‌های منطق است، هنگامی که منطق بررسی روش‌هایی است که در آن‌ها سامانه‌های منطقی می‌توانند برای تصمیم‌گیری درستی یک برهان به کار روند، فرامنطق ویژگی‌های خودِ یک سامانهٔ منطقی را بررسی می‌کند. یعنی اگر منطق با خود از راه «درستی‌های منطق» سروکار دارد، فرامنطق با خود از نگرهٔ «جملات به‌کاررفته برای بیان درستی‌های منطق» سروکار دارد.
بنیادی‌ترین چیزها در بررسی فرامنطق، زبان پیمانی (قراردادی)، سامانه‌های (سیستم یا نظام) پیمانی، و تفسیر آن‌ها است. بررسی تفسیرهای سامانه‌های پیمانی، شاخه‌ای از منطق ریاضی است که با نام نگرهٔ الگو (نظریهٔ مدل) شناخته شده‌است، در حالی که بررسی دستگاه استقرا شاخه‌ای است که با نام نگرهٔ اُستانش (نظریهٔ اثبات) شناخته شده‌است.

## دستاوردهای فرامنطق
دستاوردهای فرامنطق در اثبات‌های پیمانی (قراردادی)
از چنین چیزهایی بهره می‌برند تا درستی یک زبان پیمانی ویژه را نشان دهند.
بیش‌تر دستاوردهای فرامنطق شامل موارد زیر هستند:
- کمال و سازگاری منطق دسته-یکم
- تصمیم ناپذیری منطق دسته-یکم
- نظریهٔ استنتاج
- قضیۀ تمامیت گودل
- قضایای ناتمامیت گودل